# Velmede (Adelsgeschlecht, Kornähren)

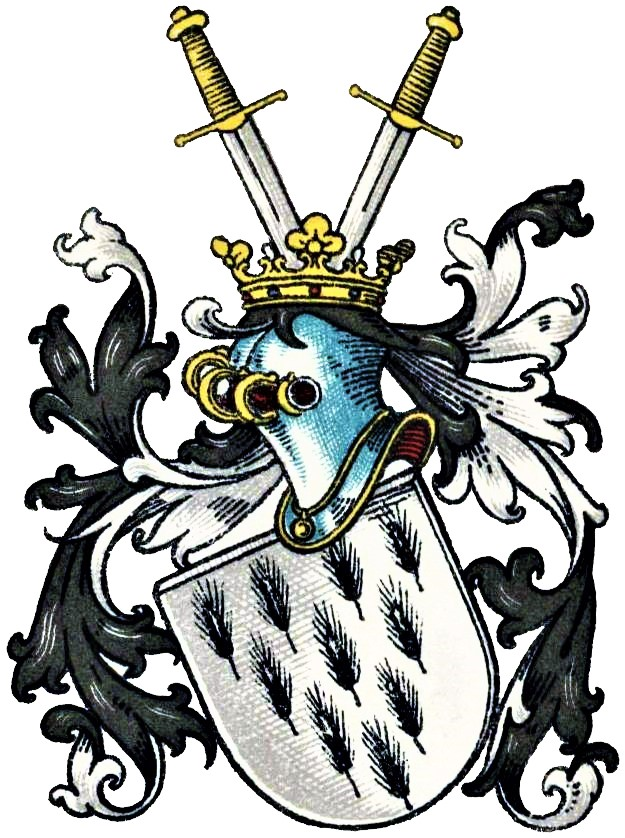
Wappen derer von Velmede (II) im Wappenbuch des Westfälischen Adels

Velmede ist der Name eines westfälischen Adelsgeschlechts.
Das Geschlecht ist von den gleichnamigen, ebenfalls zu Kamen ansässigen, aber einen Schrägbalken im Wappen führenden Herren von Velmede zu unterscheiden.

## Geschichte
Das hier behandelte ritterbürtige Geschlecht der Grafschaft Mark besaß ein Burghaus zu Kamen. 1403 siegelten Diederich von Velmede und sein Sohn Goswin zu Herdick. Johann von Velmede, Sohn des 1418 bereits toten Goswin von Velmede, hatte einen Bruder und einen Sohn, die beide Goswin hießen. 1426 besiegelten Johann und Goswin von Velmede, Söhne von Goswin von Velmede, den Bund der Ritterschaft und einiger Städte der Grafschaft Mark. 1419 hatte Goswin desgleichen durch ein Transfix getan. Johann lebte noch 1447. Johann von Velmede war 1483 Burgmann zu Kamen. Er war ab 1457 mit Catrin von Lintloe, Tochter von Hermann von Lintloe, verheiratet. Sie lebte noch 1504. Ihre Söhne hießen Johann und Hermann von Velmede. Letzterer war 1504 bereits verstorben.
Ob Goswin von Velmede, 1424–1429 Komtur der Kommende Reval, Mitglied der hier behandelten Familie oder der anderen Familie von Velmede angehörte, ist nicht bekannt.

## Wappen
Blasonierung: In Silber zehn (4:3:2:1) schwarze Kornähren (oder Hermelinschwänze). Auf dem gekrönten Helm zwei silberne aus der Krone halb hervorragende Schwerter, etwas nach außen geneigt, mit goldenen Griffen. Die Helmdecken sind schwarz-silbern.